# José Luis Trejo

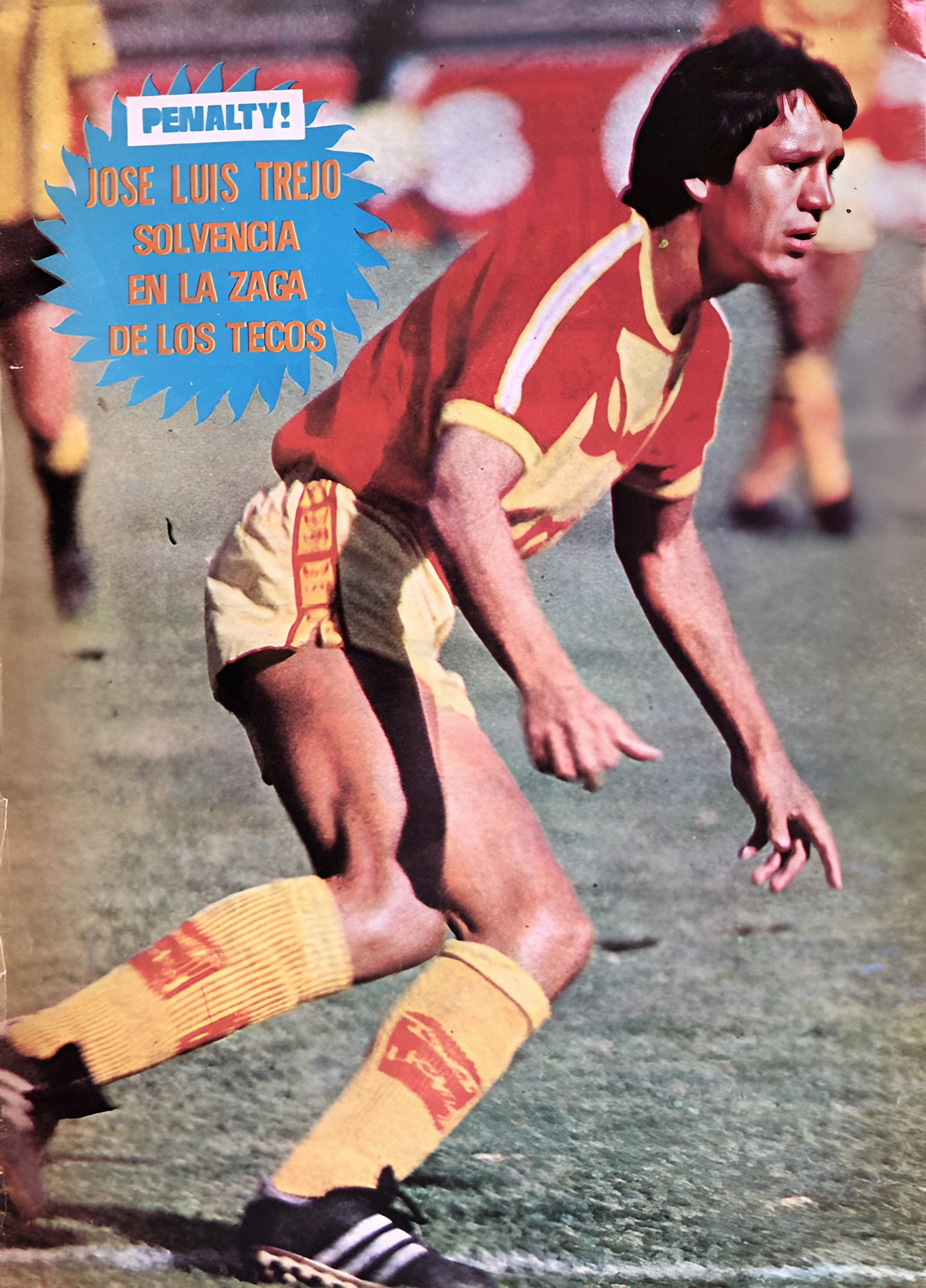
José Luis Trejo

José Luis Trejo Montoya (* 4. August 1951 in Tepeji del Río de Ocampo, Hidalgo) ist ein ehemaliger mexikanischer Fußballspieler und -trainer.

## Leben
Zu seiner aktiven Zeit absolvierte Trejo zwei Testspiele für die mexikanische Nationalmannschaft: am 6. August 1975 gegen die Auswahl der DDR (1:0) und am 20. Oktober 1975 gegen Israel (0:1), jeweils über die volle Distanz von 90 Minuten. Er gehörte außerdem zum mexikanischen Aufgebot beim Fußballturnier der Olympischen Sommerspiele 1972 in München. Als Aktiver stand er bei Atlético Español und Tecos de la UAG unter Vertrag.
Nach seiner aktiven Karriere begann Trejo eine Laufbahn als Trainer und war als Chefcoach bereits bei neun Vereinen der mexikanischen Primera División tätig. Seine erste Station war Toros Neza und sein erstes Spiel wurde am 5. September 1988 mit 5:2 gegen die Tigres de la UANL gewonnen. Anschließend trainierte er die Mannschaften von Cruz Azul, Jaguares de Chiapas, Pachuca, Tigres de la UANL, Necaxa, Morelia, Tecos de la UAG und zuletzt den Puebla FC, für den er bei der 0:2-Niederlage gegen Atlante am 29. Januar 2011 im Estadio Olímpico Andrés Quintana Roo sein 300. Erstligaspiel als Trainer bestritt. 
Seine bisher größten Erfolge waren das Erreichen der Finalspiele um die Copa Libertadores 2001, die seine Mannschaft Cruz Azul erst im Elfmeterschießen gegen die Boca Juniors verlor, und der Gewinn der mexikanischen Meisterschaft mit Pachuca in der Clausura 2006, der Rückrunde der Saison 2005/06.

## Erfolge als Trainer
- Mexikanischer Meister: Clausura 2006 (mit Pachuca)
- Copa Libertadores: Finalist 2001 (mit Cruz Azul)